# Magali Messmer
Magali Di Marco Messmer (La Chaux-de-Fonds, 9 de setembro de 1971) é uma ex-triatleta profissional suíça, medalhista de bronze em Sydney 2000. 

## Carreira
Magali Messmer tornou-se profissional a partir de 1995, foi umas das mais vitoriosas triatletas de elite da sua geração. Ela foi medalhista de bronze olímpica em Sydney 2010.